# Олександр Мах
Александер «Шаньо» Мах (словац. Alexander Mach Mederský) (11 жовтня 1902 Паларіково Округ Ньїтра Угорське королівство — 15 жовтня 1980 Братислава Чехословацька Соціалістична Республіка) — словацький політик, націоналіст,один з діячів про-німецького уряду маріонеткової держави Словацька Республіка, Сприяв депортації і організації концентраційних таборів для євреїв на території Словаччини.
Мах був пов'язаний з крайнім правим крилом словацького націоналізму та став відомим своєю рішучою підтримкою нацизму та Третього Рейху.

## Ранні роки
Мах вступив до Словацької народної партії в ранньому віці він став помітним у цьому русі як помічник відомого політика Войтеха Туки.Під керівництвом Туки,Мах обіймав посаду редактора партійних органів таких як «словац. Slovák, досл. «Словак»» та «словац. Slovenská Pravda, досл. «Словенська Правда»», а в 1924 році був призначений до політичного комітету партії.
Він належав до не-клерикального крила Словацької народної партії, яке зображують як більш про-нацистську з двох фракцій партії.  Він також обіймав посаду головного виконавчого директора «Родобрани» під час її розквіту в середині 1920-х років.  Dsy Він став впливовою фігурою в партійній політиці, його редакційна стаття 1938 року, в якій він закликав до створення воєнізованого підрозділу партії, безпосередньо призвела до формування Гвардії Глінки.
 У березні 1939 року Мах змінив Кароля Сидора на посаді командира цієї групи, а Кароль Мургаш обійняв посаду його начальника штабу. 

## Словацька Республіка
Мах вийшов на перший план у 1938 році після Мюнхенської угоди, та подальшого піднесення словацького націоналізму як близький соратник Войтеха Туки та Фердинанда Дурчанського після розподілу Чехословаччини на Протекторат Богемія та Моравія та на маріонеточну державу Першу Словацьку Республіку під управліннямЙозефа Тисо. 
Відомий своїм підбурюванням натовпу, Мах відіграв провідну роль в організації насильства, що послідувало за розпадом Чехословаччини в березні 1939 року, будучи керівником Словацького управління пропаганди.  Спочатку він обіймав посаду керівника пропаганди в першій Словацькій Республіці, а потім обіймав посаду міністра внутрішніх справ в уряді Туки з 29 липня 1940 року до розпаду держави в 1944 році. 
Як і Тука,якого Мах  часто заміщував під час регулярних хвороб прем'єр-міністра, він підтримував про-нацистську політику та швидке створення фашистської держави, що призводило до частих зіткнень з менш ідеологічно налаштованим президентом Йозефом Тісо який мав більш клерикальні погляди на державу ніж про-фашиські.
У травні 1940 року Тісо вдалося ненадовго позбавити Маха на посаді в Глінківській гвардії, хоча пронімецька позиція Маха означала, що нацисти послідовно підтримували його на високих посадах ніж словацькі. У 1941 році Мах навіть розробив плани створення концентраційних таборів для німців у Словаччині, хоча від цього плану відмовилися,коли вони вирішили зосередитися на окупованій території Польщі та сході як місці для такої ініціативи. 

## Пізніше життя
Будучи переконаним прихильником нацистської Німеччини, Мах утік зі Словаччини після розпаду її маріонеткового уряду в 1944 році та переїхав до окупованого німцями Австрії до столиці Відень, де його було оголошено міністром внутрішніх справ у пронацистському уряді у вигнанні.  Заарештований чехословацькою владою після закінчення Другої світової війни, він був судимий Народним судом і засуджений до тридцяти років позбавлення волі за участь у колабораціонізму.  М'якість вироку здивувала як очевидців, так і самого Маха, який висловив каяття на суді, але все ще очікував страти.
Маха також позбавили громадянських прав на 15 років і конфіскували чверть його майна.  Він був звільнений з в'язниці в 1968 році та оселився в Братиславі жив на державну пенсію як колишній політичний діяч,він помер через 4 дні після свого дня народження а саме 15 жовтня у 1980 році у віці 78 років від старіння. 

## Зовнішні посилання
- Newspaper clippings about Alexander Mach in the 20th Century Press Archives of the ZBW